# Seven and the Ragged Tiger
Seven and the Ragged Tiger ist das dritte Studioalbum der englischen Musikgruppe Duran Duran. Es wurde am 14. November 1983 veröffentlicht.

## Hintergrund
Aufgrund von steuerlichen Vorteilen (aufgrund des plötzlich großen Erfolges der Band) wurde die Produktion ins Ausland verlegt. Im Mai 1983 begannen in Châlet in der Nähe von Cannes in Südfrankreich die aufnahmen für das neue Album. Aufgrund von kreativen Problemen entstanden nicht alle Songs in diesem Studio. Die Band verlegte die Produktion in die Air Studios von George Martin auf der karibischen Insel Montserrat. Dort arbeitete sie weiter an dem bereits aufgenommenen Material aus Südfrankreich. Im Juli 1983 kam die Band aufgrund von anderen Verpflichtungen zurück nach Großbritannien. Die Studioaufnahmen wurden ebenda fortgesetzt. Schließlich kehrten sie nach Montserrat zurück, um das Album fertigzustellen. Es fanden auch aufnahmen in den 301-Studios in Australien statt.
Das Album ist das letzte Studioalbum in der Originalbesetzung der Band.

## Titelliste
| A1 | The Reflex                               | 5:26 |
| A2 | New Moon on Monday                       | 4:15 |
| A3 | (I’m Looking For) Cracks in the Pavement | 3:38 |
| A4 | I Take the Dice                          | 3:15 |
| A5 | Of Crime and Passion                     | 3:48 |
| B1 | Union of the Snake                       | 4:20 |
| B2 | Shadows on Your Side                     | 4:03 |
| B3 | Tiger Tiger                              | 3:20 |
| B4 | The Seventh Stranger                     | 3:21 |

Originale Titelliste (mit Schallplattenseitenangabe).

## Singleauskopplungen

### Union of the Snake
Union of the Snake die erste der insgesamt drei ausgekoppelten Singles. Sie erschien am 17. Oktober 1983. Wie für die Band üblich erschien diese Single auch als Maxi Version in einem über 6 Minuten langem Monkey-Mix. Sowohl die 12″ als auch die 7″-Versionen enthalten den nicht auf dem Original Album enthaltenen Song: Secret Oktober. Auf die Frage, worum es in dem Song geht, antwortete Le Bon:

“I'll tell ya. The union of the snake is the union of the snake and the man. The snake symbolizes a kind of subconscious power force or strength, and the song is really about the fears of the subconscious mind breaking through to the conscious mind.”

„Ich werde es dir erklären. Union of the Snake meint die Vereinigung der Schlange und des Mannes. Die Schlange symbolisiert eine Art unbewusste Kraft oder Stärke, und das Lied handelt von den Ängsten des durchbrechenden Unterbewusstseins zum Bewusstsein.“

Der Song erhielt ein für die damalige Zeit recht aufwendiges Musikvideo, bei dem Simon Milne Regie führte.

### New Moon on Monday
New Moon on Monday ist die zweite am 14. Januar 1984 erschienene Single. Auch diese Single war sowohl als 7" in einer 4-Minuten-Version als auch als 12" Single in einer 6-minütigen Version erhältlich. Auf der B-Seite befindet sich der Titel: Tiger Tiger vom Studioalbum. Auch zu diesem Song wurde ein Musikvideo von Brian Grant gedreht.

### The Reflex
The Reflex ist die letzte Single aus dem Album und erschien am 16. April 1984. Dieser Song ist ebenfalls in einer 12" Version in einem über 6 Minuten langem Dance Mix erhältlich. Auf der B-Seite befindet sich der Song: Make me Smile (Come Up And See me). Beim Musikvideo führte der Regisseur Russell Mulcahy regie.

## Kommerzieller Erfolg

### Chartplatzierungen
Das Album ist das einzige Duran-Duran-Album, das die Chartspitze der britischen Albumcharts erreichte.
| ChartsChartplatzierungen       | Höchstplatzierung | Wochen |
| ------------------------------ | ----------------- | ------ |
| Deutschland (GfK)              | 17 (40 Wo.)       | 40     |
| Österreich (Ö3)                | 11 (12 Wo.)       | 12     |
| Schweiz (IFPI)                 | 16 (9 Wo.)        | 9      |
| Vereinigte Staaten (Billboard) | 8 (64 Wo.)        | 64     |
| Vereinigtes Königreich (OCC)   | 1 (47 Wo.)        | 47     |

| ChartsJahrescharts (1984) | Platzierung |
| ------------------------- | ----------- |
| Deutschland (GfK)         | 37          |

### Auszeichnungen für Musikverkäufe
| Land/Region                  | Auszeichnungen für Musikverkäufe (Land/Region, Auszeichnung, Verkäufe) | Verkäufe  |
| ---------------------------- | ---------------------------------------------------------------------- | --------- |
| Finnland (IFPI)              | Gold                                                                   | 25.000    |
| Kanada (MC)                  | 3× Platin                                                              | 300.000   |
| Neuseeland (RMNZ)            | Platin                                                                 | 20.000    |
| Niederlande (NVPI)           | Gold                                                                   | 50.000    |
| Schweiz (IFPI)               | Gold                                                                   | 25.000    |
| Vereinigte Staaten (RIAA)    | 2× Platin                                                              | 2.000.000 |
| Vereinigtes Königreich (BPI) | Platin                                                                 | 300.000   |
| Insgesamt                    | 3× Gold · 6× Platin ·                                                  | 2.695.000 |